# لافيرن وشيرلي
لافيرن وشيرلي (بالإنجليزية: Laverne & Shirley)‏ هو مسلسل كوميديا موقف تم إنتاجه في الولايات المتحدة. بدأ عرضه في سنة 1976 على هيئة الإذاعة الأمريكية. بلغ عدد مواسم المسلسل 8 مواسم، بلغ عدد حلقاته 178 حلقة، وتبلغ مدة الحلقة الواحدة 24 دقيقة. المسلسل من تأليف غاري مارشال، تم بث المسلسل لأول مرة بتاريخ 27 يناير 1976 بينما تم بث آخر حلقة منه بتاريخ 10 مايو 1983. من بطولة بيني مارشال، سيندي ويليامز، فيل فوستر وبيتي غاريت.

## روابط خارجية
- لافيرن وشيرلي على موقع IMDb (الإنجليزية)
- لافيرن وشيرلي على موقع ميتاكريتيك (الإنجليزية)
- لافيرن وشيرلي على موقع الموسوعة البريطانية (الإنجليزية)
- لافيرن وشيرلي على موقع روتن توميتوز (الإنجليزية)
- لافيرن وشيرلي على موقع أول موفي (الإنجليزية)
- لافيرن وشيرلي على موقع فيلمافينيتي (الإسبانية)
- لافيرن وشيرلي على موقع كينوبويسك (الروسية)
- لافيرن وشيرلي على موقع ألو سيني (الفرنسية)
- لافيرن وشيرلي على موقع قاعدة بيانات الفيلم (الإنجليزية)